# Centro (Caitaso)
Centro ist eine osttimoresische Siedlung im Suco Faturasa (Verwaltungsamt Remexio, Gemeinde Aileu).

## Geographie
Das Dorf Centro liegt im Westen der Aldeia Caitaso in einer Meereshöhe von 1059 m. Westlich und südlich entspringen Zuflüsse des Hatomeco, ein Nebenfluss des Nördlichen Laclós. Eine Straße endet in Centro. Sie verbindet das Dorf mit den Nachbarorten Faculau im Nordwesten und Terlete im Nordosten.